# Мичелвил (Тенеси)
Мичелвил (енгл. Mitchellville) град је у америчкој савезној држави Тенеси.

## Демографија
По попису из 2010. године број становника је 189, што је 18 (-8,7%) становника мање него 2000. године.
| Група             | 2000.       | 2010.       |
| Белци             | 191 (92,3%) | 179 (94,7%) |
| Афроамериканци    | 8 (3,9%)    | 3 (1,6%)    |
| Азијати           | 0 (0,0%)    | 0 (0,0%)    |
| Хиспаноамериканци | 4 (1,9%)    | 6 (3,2%)    |
| Укупно            | 207         | 189         |